# Izabella Scorupco
Izabella Dorota Scorupco (Białystok, Polen, 4 juni 1970) is een Zweedse zangeres en actrice van Poolse afkomst.
Izabella Scorupco werd geboren in Noordoost-Polen. Haar ouders scheidden toen ze één jaar oud was. Met haar moeder verhuisde ze in 1978 naar Stockholm. Als kind volgde ze verschillende lessen in muziek en drama. Op zeventienjarige leeftijd speelde ze in haar eerste film "Ingen kan älska som vi", waarmee ze in Zweden een tieneridool werd.
In 1989 bracht ze haar eerste single uit. "Substitute" werd een grote hit in Zweden. In datzelfde jaar bracht ze haar debuutalbum uit. Haar tweede album volgde in 1991. Op dit album stond de single "Shame, shame, shame", een cover van Shirley and Company, dat een grote internationale hit werd. Izabella Scorupco zong onder de artiestennaam Izabella. Daarnaast werkte ze als model.
In 1995 brak ze internationaal door als actrice door de rol van bondgirl Natalya Simonova in de James Bondfilm GoldenEye.
Tussen december 1996 en 2000 was ze getrouwd met de ijshockey-speler Mariusz Czerkawski. Samen kregen ze een dochter. In januari 2003 trouwde ze met de Amerikaan Jeffrey Raymond, van wie ze enkele maanden later een zoon kreeg.
In 1999 werd Izabella Scorupco woordvoerder van het Zweedse cosmetica-concern Oriflame. Ze speelt in reclamefilms, geeft adviezen over het gebruik van cosmetica en zamelt geld in voor goede doelen.

## Films
- Ingen kan älska som vi, Zweden (1989)
- GoldenEye (1995)
- Ogniem i mieczem (With Fire and Sword), Polen (1999)
- Vertical Limit (2000)
- Reign of Fire (2002)
- Exorcist: The Beginning (2004)
- Solstorm (Sunstorm) (2007)

## Discografie
Uitgebracht onder pseudoniem Izabella:
- Substitute (1990, single)
- I Write You a Love Song (1991, single)
- Iza (1991)
- Brando Moves (1991, single)
- Shame Shame Shame (1992, single)